# Воробьёв, Сергей Алексеевич (боксёр)
Сергей Алексеевич Воробьёв (род. 3 октября 1994, Шлиссельбург, Россия) — российский боксёр-профессионал, выступающий в первой полусредней, в полусредней, в первой средней и в средней весовых категориях.Среди профессионалов бывший чемпион России (2018—2019) в 1-м среднем весе.
Лучшая позиция по рейтингу BoxRec — 21-я (февраль 2022) и является 6-м среди австралийских боксёров средней весовой категории, — входя в ТОП-105 лучших суперполусредневесов всего мира.

## Биография
Родился 3 октября 1994 года в Шлиссельбурге, Россия.
В 2023 году переехал в Австралию.
Тренировался под руководством Антона Кадушина, после переезда в Австралию в 2023 году стал тренироваться в зале Тони Дельвеккио. В Австралии заводит знакомство с Никитой и Тимофеем Цзю (чемпион мира по версии WBO), профессиональные боксеры, сыновья абсолютного чемпиона мира Константина Цзю.

## Профессиональная карьера
29 октября 2016 года начал свою профессиональную карьеру одержав досрочную победу в 3-м раунде над соотечественником Сергеем Дьячковым (0-2).
21 июля 2018 года, в своём 7-м профессиональном бою, раздельным решением судей (счёт: 97-94, 96-94, 94-96) победил ранее небитого опытного соотечественника Константина Пономарёва (34-0), и завоевал вакантный титул чемпиона России в 1-м среднем весе.
1 февраля 2020 года в Калининграде раздельным решением судей (счёт: 96-95, 94-96, 91-99) проиграл опытному украинцу Карену Чухаджяну (15-1), в бою за вакантный титул чемпиона по версии WBА International. Но после боя оказалось что Воробьёв себя плохо чувствовал, не зная что вышел на бой болея гепатитом A, а после боя оказалось, что Чухаджян во время боя также заразился от соперника гепатитом.
25 декабря 2021 года в Москве единогласным решением судей (счёт: 96-94, 100-90 — дважды) победил опытного аргентинца Диего Габриэля Чавеса (28-7-1).
19 марта 2022 года в Москве досрочно путём отказа соперника от продолжения боя после 4-го раунда победил опытного белоруса Дмитрия Милюша (9-6-1).
2 июля 2022 года в Москве досрочно нокаутом в 1-м раунде победил опытного венесуэльца Адриана Переса (16-8-1).
5 октября 2023 года в Бродвиче (Австралия) в первом бою после переезда в Австралию проиграл по очкам (91-99, 92-98, 92-98) австралийскому ветерану бокса Уэйд Райану.
25 января 2024 года в Таиланде закрыл поражение выиграв техническим нокаутом в бою с Чейват Муинфонгом.
3 апреля 2024 года в Аделаида (Австралия) в ничью (76-76, 76-76, 79-73) закончил 8-ми раундовый поединок против 35-летнего Уэс Каппера, при чем один судья отдал победу Сергею.
13 декабря 2024 года в Мельбурне (Австралия) в лимите первого среднего веса (до 69,9 кг) в первом поединке с новым австралийским гражданством не смог победить и завоевать титул чемпиона Австралии. Бой с Мэйсоном Смитом (10-2-2, 3 КО) закончился вничью после 10-ти раундов.
12 марта 2025 года в Сиднее (Австралия) проиграл техническим нокаутом в 5 м раунде в бою за вакантный пояс IBF Inter-Continental в среднем весе против 26 летнего австралийца (мексиканского происхождения) Сесара Матео Тапиа (17-0-1, 10 КО).

## Статистика профессиональных боёв
В таблице перечислены результаты всех поединков боксёров.
В каждой строке указан результат поединка. Дополнительно номер поединка обозначен цветом, который обозначает итог поединка. Расшифровка обозначений и цветов представлена в нижеследующей таблице.
| Пример | Расшифровка                     |
| ------ | ------------------------------- |
|        | Победа                          |
|        | Ничья                           |
|        | Поражение                       |
|        | Планируемый поединок            |
|        | Поединок признан несостоявшимся |
| КО     | Нокаут                          |
| ТКО    | Технический нокаут              |
| PTS    | Решение судей (по очкам)        |
| UD     | Единогласное решение судей      |
| MD     | Решение большинства судей       |
| SD     | Раздельное решение судей        |
| RTD    | Отказ от продолжения боя        |
| DQ     | Дисквалификация                 |
| NC     | Поединок признан несостоявшимся |

| 25 поединков, 20 побед (14 нокаутом), 3 поражения, 2 ничьих. | 25 поединков, 20 побед (14 нокаутом), 3 поражения, 2 ничьих. | 25 поединков, 20 побед (14 нокаутом), 3 поражения, 2 ничьих. | 25 поединков, 20 побед (14 нокаутом), 3 поражения, 2 ничьих. | 25 поединков, 20 побед (14 нокаутом), 3 поражения, 2 ничьих.      | 25 поединков, 20 побед (14 нокаутом), 3 поражения, 2 ничьих. | 25 поединков, 20 побед (14 нокаутом), 3 поражения, 2 ничьих.                                                               |  |
| ------------------------------------------------------------ | ------------------------------------------------------------ | ------------------------------------------------------------ | ------------------------------------------------------------ | ----------------------------------------------------------------- | ------------------------------------------------------------ | --- |  |
| Бой                                                          | Рекорд                                                       | Дата боя                                                     | Соперник                                                     | Место проведения боя                                              | Раундов, время                                               | Примечание |  |
| 25                                                           | 20-3-2                                                       | 12 марта 2025                                                | Сесар Матео Тапиа (17-1)                                     | Hordern Pavilion, Сидней, Австралия                               | TKO 5 (10), 1:34                                             | Бой за вакантный титул чемпиона по версии IBF Inter-Continental в среднем весе.                                            |  |
| 24                                                           | 20-2-2                                                       | 12 декабря 2024                                              | Мейсон Смит (10-2-1)                                         | The Melbourne Pavilion, Флемингтон, Австралия                     | SD 10 (10)                                                   | Счёт: 94-96, 95-95, 96-94. Бой за вакантный титул чемпиона Австралии                                                       |  |
| 23                                                           | 20-2-1                                                       | 3 апреля 2024                                                | Уэс Каппер (22-5-1)                                          | 36ers Arena, Аделаида, Австралия                                  | MD 8 (8)                                                     | Счёт: 76-76, 76-76, 79-73                                                                                                  |  |
| 22                                                           | 20-2                                                         | 25 января 2024                                               | Чейват Муинфонг (8-4)                                        | Spaceplus Bangkok RCA, Бангкок, Таиланд                           | TKO 6 (8), 1:00                                              | |  |
| 21                                                           | 19-2                                                         | 5 октября 2023                                               | Уэйд Райан (21-11)                                           | Gold Coast Convention Centre, Бродвич, Австралия                  | UD 10 (10)                                                   | Счёт: 91-99, 92-98, 92-98. Бой за вакантный титул чемпиона по версии IBF Pan Pacific и WBO Oriental в первом среднем весе. |  |
| 20                                                           | 19-1                                                         | 4 сентября 2022                                              | Лукас Ндафолума (21-5)                                       | Boxing & Gym Academy, Москва, Россия                              | KO 4 (10), 2:55                                              | |  |
| 19                                                           | 18-1                                                         | 2 июля 2022                                                  | Адриан Перес (16-8-1)                                        | УСК «Крылья Советов», Москва, Россия                              | KO 1 (10), 1:01                                              | |  |
| 18                                                           | 17-1                                                         | 31 марта 2022                                                | Улугбек Собиров (11-1)                                       | Баскет-холл, Краснодар, Краснодарский край, Россия                | SD 10 (10)                                                   | Счёт: 98-91, 96-93, 94-95.                                                                                                 |  |
| 17                                                           | 16-1                                                         | 19 марта 2022                                                | Дмитрий Милюша (9-6-1)                                       | УСК «Крылья Советов», Москва, Россия                              | RTD 4 (10), 3:00                                             | |  |
| 16                                                           | 15-1                                                         | 25 декабря 2021                                              | Диего Габриэль Чавес (28-7-1)                                | КЗ «Мир», Москва, Россия                                          | UD 10 (10)                                                   | Счёт: 96-94, 100-90 (дважды).                                                                                              |  |
| 15                                                           | 14-1                                                         | 13 ноября 2021                                               | Брейдис Прескотт (31-18)                                     | Академия бокса Сибирь, Новосибирск, Новосибирская область, Россия | KO 3 (10), 1:11                                              | |  |
| 14                                                           | 13-1                                                         | 26 сентября 2021                                             | Майала Антонио (10-4-1)                                      | УСК «Крылья Советов», Москва, Россия                              | RTD 6 (10), 3:00                                             | Счёт: 60-54, 59-55 (дважды).                                                                                               |  |
| 13                                                           | 12-1                                                         | 25 июня 2021                                                 | Дмитрий Атрохов (16-10)                                      | WOW Arena, Красная Поляна, Краснодарский край, Россия             | UD 8 (8)                                                     | Счёт: 80-72 (трижды). |  |
| 12                                                           | 11-1                                                         | 11 июня 2021                                                 | Александр Журавский (13-7-1)                                 | Дворец спорта «Юнусабад», Ташкент, Узбекистан                     | RTD 1 (8), 3:00                                              | |  |
| 11                                                           | 10-1                                                         | 3 июля 2020                                                  | Павел Мамонтов (12-9-2)                                      | УСК «Крылья Советов», Москва, Россия                              | TKO 5 (8), 1:52                                              | |  |
| 10                                                           | 9-1                                                          | 1 февраля 2020                                               | Карен Чухаджян (15-1)                                        | ДС «Янтарный», Калининград, Россия                                | SD 10 (10)                                                   | Счёт: 96-95, 94-96, 91-99. Бой за вакантный титул чемпион по версии WBA International в полусреднем весе.                  |  |
| 9                                                            | 9-0                                                          | 21 декабря 2019                                              | Вазир Тамоян (12-2-1)                                        | ДС им. Ивана Ярыгина, Красноярск, Россия                          | UD 8 (8)                                                     | Счёт: 78-72, 79-71 (дважды).                                                                                               |  |
| 8                                                            | 8-0                                                          | 8 декабря 2018                                               | Абель Николас Адриэль (21-17-3)                              | RCC Академия бокса, Екатеринбург, Россия                          | UD 8 (8)                                                     | Счёт: 80-72, 78-74 (дважды).                                                                                               |  |
| 7                                                            | 7-0                                                          | 21 июля 2018                                                 | Константин Пономарёв (34-0)                                  | СК «Олимпийский», Москва, Россия                                  | SD 10 (10)                                                   | Счёт: 97-94, 96-94, 94-96. Завоевал вакантный титул чемпиона России в 1-м среднем весе.                                    |  |
| 6                                                            | 6-0                                                          | 17 марта 2018                                                | Роберт Зопунян (5-2-2)                                       | Академия бокса Флойда Мейвезера, Жуковка, Россия                  | TKO 6 (8), 0:27                                              | |  |
| Бой                                                          | Рекорд                                                       | Дата боя                                                     | Соперник                                                     | Место проведения боя                                              | Раундов, время                                               | Примечание |  |

## Титулы

### Региональные и второстепенные
- Чемпион России в 1-м среднем весе (2018—2019).